# Österreichische Gesellschaft für Soziologie
Die Österreichische Gesellschaft für Soziologie (ÖGS) in der Rechtsform eines privaten gemeinnützigen Vereins hat die Förderung der Soziologie und der einschlägigen Berufe in Österreich zum Ziel.
Die Gesellschaft wurde 1950 gegründet. Ihre Mitglieder haben eine soziologische Ausbildung und/oder arbeiten in soziologischen Berufen. Die ÖGS ist Mitglied beim Verband wissenschaftlicher Gesellschaften Österreichs (VWGÖ), in der European Sociological Association (ESA) und in der International Sociological Association (ISA). Präsident (Stand 2021) ist Alexander Bogner (Institut für Technikfolgen-Abschätzung der Österreichischen Akademie der Wissenschaften).
Die Gesellschaft ist Herausgeber der Österreichischen Zeitschrift für Soziologie (ÖZS).

## Kongresse der ÖGS
- 2021: Wien, gemeinsam mit der Deutschen Gesellschaft für Soziologie –  „Post-Corona-Gesellschaft? Pandemie, Krise und ihre Folgen“
- 2019: Salzburg –  „Alles im Wandel? Dynamiken und Kontinuitäten gegenwärtiger Gesellschaften“
- 2017: Graz – „Soziologie zwischen Theorie und Praxis“
- 2015: Innsbruck – „Soziologie in Österreich - Internationale Verflechtungen“
- 2013: Linz – „Krisen in der Gesellschaft - Gesellschaft in der Krise. Herausforderungen für die Soziologie“
- 2011: Innsbruck – „Neuer Strukturwandel der Öffentlichkeit (Dreiländerkongress)“
- 2009: Graz – „Die Zukunftsfähigkeit Österreichs“
- 2007: Graz – „Nachbarschaftsbeziehungen“
- 2005: Wien – „Den Stillstand bewegen“
- 2003: Wien – „Integrating Europe“.

## ÖGS-Präsidenten
Bisher amtierten:
- August Maria Knoll (1950–1963)
- Leopold Rosenmayr (1965–1965)
- Erich Bodzenta (1968–1972)
- Kurt Freisitzer (1972–1977)
- Heinz Steinert (1977–1979)
- Paul Kellermann (1979–1981)
- Eva Köckeis-Stangl (1981–1983)
- Ina Wagner (1983–1985)
- Max Haller (1985–1989)
- Rudolf Richter (1989–1993)
- Franz Traxler (1993–1997)
- Josef Gunz (1997–2001)
- Josef Hochgerner (2001–2005)
- Christian Fleck (2005–2009)
- Jens Dangschat (2009–2011)
- Johann Bacher (2011–2013)
- Helmut Staubmann (2013–2015)
- Katharina Scherke (2015–2017)
- Martin Weichbold (2017–2019)
- Alexander Bogner (seit 2019)